# Ghetto Gospel (album)
| Recensione | Giudizio |
| ---------- | -------- |
| Pitchfork  | 8/10     |

Ghetto Gospel è il primo album in studio del rapper statunitense Rod Wave, pubblicato il 1º novembre 2019 su etichetta Alamo Records.

## Tracce
1. Sky Priority – 2:59 (Rodarius Green, Brayon Nelson, Francis JR. Mensah)
2. Dark Conversations – 2:25 (Rodarius Green, Reuel Ethan, Thomas Horton)
3. Close Enough to Hurt – 2:15 (Rodarius Green, Noel Ashton Mihail Sellars, Tevin Revell)
4. Green Light – 2:02 (Rodarius Green, Edgar Bustos)
5. Brace Face – 2:42 (Rodarius Green, Trentay Robinson)
6. Poison – 3:16 (Rodarius Green, Aaron Tago, Tyler Javeon)
7. Cuban Links (feat. Kevin Gates) – 3:12 (Rodarius Green, Kevin Gilyard, Aaron Tago, Frank Dante Gilliam III, Thomas Horton)
8. Soldier Life – 2:38 (Rodarius Green, Alexabier Maxwell)
9. Counted Steps – 2:53 (Rodarius Green, Aaron Tago, Tahj Vaughn, Thomas Horton)
10. Titanic (feat. Kevin Gates) – 3:52 (Rodarius Green, Kevin Gilyard, Aaron Tago, Brandon Russell)
11. Extra – 2:25 (Rodarius Green, Justin-Kevin Arndt, Marcus Rucker)
12. Abandoned – 4:04 (Rodarius Green, Maxwell)
13. Chip on My Shoulder – 1:52 (Rodarius Green, Blake Slatkin, Dylan Berg)
14. Heart on Ice (Remix) (feat. Lil Durk) – 3:15 (Rodarius Green, Durk Banks, Johnathan Smith Servance, Lance Donavan Bledsoe, Malik Warren Bynoe-Fisher)

## Successo commerciale
Ghetto Gospel ha raggiunto la 10ª posizione della Billboard 200 durante la sua terza settimana d'uscita con 27 000 unità equivalenti, registrando così un aumento di vendite del 24% rispetto alla pubblicazione precedente.

## Classifiche

### Classifiche settimanali
| Classifica (2019) | Posizione massima |
| ----------------- | ----------------- |
| Stati Uniti       | 10                |

### Classifiche di fine anno
| Classifica (2020) | Posizione |
| ----------------- | --------- |
| Stati Uniti       | 35        |
| Classifica (2021) | Posizione |
| Stati Uniti       | 157       |